# 極悪がんぼ
『極悪がんぼ』（ごくあくがんぼ）は、原作：田島隆、作画：東風孝広による日本の漫画作品。講談社の雑誌『イブニング』に2001年創刊号から2009年15号まで連載された。単行本は全16巻。本作は「がんぼ」シリーズの1作目である。本作の連載終了後、同誌で続編『激昂がんぼ』が連載され、さらにその後『がんぼ ナニワ悪道編』が連載された。詳細はそれぞれの記事を参照。
2014年にテレビドラマ化された。

## 概要
学歴も資格も無い弱者の主人公・神崎が法律の裏をかく事件屋、秦探偵事務所に入所し立身出世を夢見て働く物語である。なお同作者の作品『カバチタレ!』シリーズの登場人物も端役で登場することがある。
当初は一話完結の話が多く、一話ごとのつながりも薄かったが、掲載誌である『イブニング』が月刊から隔週刊となり1話当たりのページ数が減少したため、以降は『カバチタレ!』と同様に1つの事件を数話で描く話が多くなった。中盤では所長の監査をきっかけにある案件に関与した金子が所長に反発、離反する様子が描かれ、以降は神崎が独立するまでの過程を描く、一本のストーリーが続くような形となっている。また人物の心理描写については『カバチタレ!』よりも深く描かれることが多く、人物のデフォルメ化やギャグ表現なども多く用いられている。
作者曰く「カバチタレ！」シリーズより「がんぼ」シリーズの方が玄人の法律家に支持されているという。
「がんぼ」とは広島弁で「わんぱく、いたずらっ子、悪ガキ」という意味。
男女を問わず、劇中の登場人物の多くはやや誇張された広島弁で喋っている。

## 登場人物
神崎守（かんざき まもる）
本作の主人公。28歳。8月20日生まれ。秦秘密探偵事務所の一員になるまでは、中卒であるがゆえに職場を転々とする、うだつの上がらない生活を送っていた。本目湖警備会社に勤めていた時に同じ職場の茸本に誘われカード詐欺を行うが、カードの持ち主に見つかり盗んだ額を返済する為に作業船に売り飛ばされる。しかし作業船に向かう途中に金子からもらった名刺を思い出し、秦探偵事務所に救助を依頼。作業船から死に物狂いで脱出し、秦事務所への報酬費を含めた返済をする為に秦事務所で働くことになる。夢は「ビッグになること」。
中学生の頃までは普通に暮らす少年だったが、中学3年の時に借金により親に捨てられ、児童養護施設への入所を拒否。中学卒業後は職を転々としていた。根は「いい人」であり、例え職業柄だと割り切っていたとしても、人を傷つけることに強い罪悪感を抱く面がある。作中で一度警察に逮捕された経験から警察を恐れている。
茸本が経営する裏ビデオ販売業のミカジメ料を神崎が伊武忍組へ払うことにより、裏ビデオ販売業の営業権を茸本から奪うことに成功。しばらくは舎弟の古市と共に裏ビデオ販売業を続けるが、事件屋の仕事を古市に手伝わせた際に古市が警察に逮捕されてしまう。その後、自らが逮捕されるかもしれない恐怖から「いざというときには罪を被れ」と言い切ってしまったことで古市との関係は一時最悪になるが、全てが終わった後、侘びとして裏ビデオ販売業の営業権を譲り、関係を修復させた。
愛車はBMWの3シリーズ（もしくは5シリーズ）に乗っており、たまにターゲットの乗る車をわざとぶつけさせる。近場での移動の際はスクーターを使用。コンビニ弁当（カルビ丼が多い）をよく食べている。嫌いな食べ物は椎茸や山菜。喫煙者（ヘビースモーカー）でマールボロ（赤）を吸っている。髪は金髪で基本的には上下赤スーツを着ているが、数回のみ普段着を着用したことがある。住まいは「もみじ荘」という名の古いアパートで、鍵をかけていない為よく金子が勝手に入ってくる。
作品終盤では紆余曲折を経て秦事務所から独立し、一匹狼の事件屋として活動。金子の選挙戦では裏選対として行動した。金子もその活躍ぶりを見て神崎に対する認識を改め、選挙で当選した際には秘書として共に政界入りするよう誘ったが、神崎は事件屋として働き続けることを選択し袂を分った。
『特上カバチ!!』第0話（1巻に収録）にも1コマだけ登場している。
金子千秋（かねこ ちあき）
秦秘密探偵事務所の元所員で、事件屋。神崎の先輩にあたる人物。体格が良く暴力的な性格で柄の悪い格好をしている。髪は黄色だが、昔は黒髪だった。若い頃に友人の城岡幹人と2人で事件屋をやっていた際に現場で秦光浩と知り合い、彼の実力に感動し秦探偵事務所に入所した。
秦探偵事務所に入所してから数々の修羅場を潜り抜けてきたこともあって、事務所のメンバー（主に神崎）が余計なことをしたり、口答えなどをすると、容赦なく殴る蹴る等のと過激な暴行を行う。その一方で本間や城岡などのかつての旧友に対しては義理堅く、特に本間の会社である本間商事を秦との対峙に利用したことには自責の念を感じていた。神崎は事務所内の下っ端にあたるため「ボンクラ」「（万年）スカピン」と呼んで見下しているが、彼の度胸を見込んで認めている節もある。神崎を率先して利用するが、何度も彼を騙している為、あまり信用されていない。一時期ランボルギーニ・カウンタックに乗っていたが、神崎によってニコイチ車に改造されてしまい交通事故を起こして手放した。
金子の旧友である城岡を巡る件で秦と袂を分ち独立したものの「一度敵対した相手は決して許さず、徹底的に潰す」という方針を掲げている秦から、神崎を刺客に仕立てられ、潰す標的にされた。たび重なる秦の妨害工作に苦悩し、一時は秦を道連れに無理心中をおこすも未遂に終わっている。しかし神崎が「金子を部下として飼いならす」ことを条件に事務所から独立を果たしたため（名目上は）神崎の部下として神崎事務所所属となることで潰されずに済んだ。
その後尾手盛の思惑で芸南市の市議会議員選挙に出馬し、尾手盛の働きで市役所の実質的なバックアップを受けた上に神崎の働きもあり市議に当選した。これを機に政治家としての道を歩むことを決意し、事件屋からは足を洗っている。
『カバチタレ!』では、大野たち法律屋の敵役として登場。大野とは職業柄で知り合いであると同時に敵対関係にあたる。
夏目大作（なつめ だいさく）
秦秘密探偵事務所に勤める事件屋の一人。感情的で粗暴であり、神崎とはウマが合わないことが多い。血の気が多く短気な性格で、仕事面でも少々思考が短絡的で力技な行動をとることが多い。金子同様人脈が豊富で、幾度となく神崎に人を紹介したりしている。
『カバチタレ!』でも敵の補助役として登場。
冬月啓（ふゆつき ひらく）
秦秘密探偵事務所に勤める事件屋の一人。暴力も辞さない金子や夏目とは異なる知性的な男。痩せ型であり、後ろ髪を長く結んでいる。昔は警察官僚の道を歩んでいたようで、そちらの筋への人ヅテが利いたりする。秦に気に入られており、秦が直接動く際には秘書的な役目に回ることがある。パソコンを使っていることが多く、神崎が冬月にパソコン関係のことを聞くシーンも存在する。神崎や金子・夏目とは異なり、広島弁で話すことはない。生命保険の支払いを迫られた神崎に保険金を月10%の利子で貸し付けるという小賢しい一面もあるが、神崎に対する忠告、助言（時には脅迫）が結果として幾度となく神崎の危機を救ったり、プラスになっている。しかし、秦が行った「事務所の監査」が行われた前後よりクールさや知性は鳴りを潜め、秦の言動に怯え狼狽したり格下の金子に足をすくわれるなど、弱体化が著しくなっていった（続編の『激昂がんぼ』でもこの設定は引き継がれている）。
秦光浩（はた みつひろ）
秦秘密探偵事務所所長。「所長」という肩書こそ持つものの、本人曰く「あくまで余技」であるらしく、銀行の重役から暴力団の幹部まで広く顔が利く。所員からは莫大な看板料をせしめる他、知人であろうと弱みを握れば罠をしかけてその財産を喰らいつくす冷酷無比で残忍な人物でもあり、特に一度敵対した相手には容赦がない。普段は大阪の高級マンションに在住しており、広島の事務所には滅多に現れない。コーラを愛飲している。所員を「～君」と呼ぶなど、丁寧な口調で話すことが多いが、時折呼び捨てにすることもある。神崎や金子からは陰で「妖怪ジジイ」と揶揄されている。プロフィールでは「1940年朝鮮済州道生まれ」・「1948年来日」とされており、済州島四・三事件が背景にあることが示唆されている。またパチンコ業者による「遊戯協会」の役員であったり、警察の介入に対して公安ではないかと確認するなどの描写が（ストーリーと直接関わらない形で）挿入されており、隠されたテーマを暗示している。右肩から腹部にかけて大きな傷跡がある。。
ストーリー終盤で、裏の事件屋として活動しつつ金子を政界入りさせて表の社会にも影響力を持とうとする神崎について「かつての私と同じことをしている」と述べ、謎の多い過去の一端を語っている。またその際に神崎の若さに羨望するような様子を見せた。
古市和磨（ふるいち かずま）
神崎の舎弟。元々は一度神崎を絶望の淵に落とした茸本の部下として裏ビデオ販売業を行っていた。しかし伊武忍組へのミカジメ料を神崎が払うことにより、裏ビデオ販売業の営業権が茸本から神崎に変わったことがきっかけで神崎の舎弟となる。
裏ビデオ業界のことには神崎以上に詳しく、神崎に色々と説明したりもしている。盗撮などの知識も豊富のようである。裏ビデオ販売業が主な仕事だが、時折神崎の依頼で事件屋としての仕事を手伝うようになる。事件屋の仕事を手伝った際には、警察に捕まった件で神崎に薄情な対応をされたことが原因で一時期絶交になりかけたが、神崎から謝罪があったことや裏ビデオ販売業の営業権と利権を譲渡されたことで和解し、今まで通りに神崎をサポートしている。
神崎の事件屋としての仕事を手伝っていることから秦探偵事務所の所員とも顔見知りである。所員全員の名前を「～さん」付けで呼んだり、必ず敬語を使って会話する等、礼儀正しい一面も見せる。また神崎が悩みに悩んでいることに対してさらりと鋭い一言を放ち、強烈な存在感を示すことも多い。
茸本長三（たけもと ちょうぞう）
神崎と同じ本目湖警備会社に勤務していた男。カード偽造を神崎に持ちかけるがカードの持ち主に見つかってしまい、神崎に全責任をかぶせる。その後古市とともに裏ビデオ屋を始めるが伊武忍組に見つかってしまい、神崎に全裸のままロープで縛られたあげく営業権を取られてしまう。その後は競売専門の不動産屋を開業するが資金繰りがショートして神崎に手形詐欺の協力を要請。成功したかのように見えたが詐欺に使うペーパー会社の取締役の名前を全て同じにしていたために田村と栄田（『カバチタレ!』の登場人物）に追い詰められ、神崎が300万払うことで和解。その事実に激怒した神崎の手により、以前神崎が売り飛ばされた作業船に500万で売り飛ばされた。その後の消息は不明。
暮田餅（ぼたもち）
芸南市内で建設業を営む。農地を安く仕入れて農地転用の許可を取り、大規模スーパーなどの用地として高く転売することをたくらみ、神崎に接触。試しに頼んでみた土地について神崎が見事農地転用の許可を取ることに成功したため、より大規模な転用をたくらんだ。
当初は銭畑を使って転用許可を取る目論見だったが（神崎の意向を汲んだ）尾手盛が転用許可をなかなか出さず資金繰りに行き詰まる。そんな中一方的に選挙資金をせびってくる銭畑に愛想を尽かして神崎・金子陣営に鞍替えし、以後は神崎の有力なスポンサーとなった。
銭畑（ぜにはた）
芸南市議会の議員で、市議会与党の古株。暮田餅の意向を受けて農地転用の許可を得るべく市役所に圧力をかけるが、結果的に尾手盛と対立。尾手盛の実質的なダミーである金子の選挙戦を妨害すべく裏でいろいろと策を巡らすが、結局神崎に返り討ちに遭い妨害は失敗した。逆に神崎からも様々な妨害に遭うが、古株だけあって選挙には無事当選している。市議会では金子と表向き友好関係を保っており、金子を自らの会派に引き込んだ。
尾手盛（おてもり）
芸南市役所の都市計画課長。市内の農地に関する農地転用の実質的な許認可権限を握る責任者であったため、暮田餅の持つ農地の転用に関して一枚噛みたい神崎にカタにはめられる。そこで神崎の意向に従い農地転用の許可を先延ばしにしたところ銭畑と対立してしまう。自らの地位を保つためには自分の息のかかった議員を当選させるしかないと考え、当初神崎を市議会議員候補に擁立すべく動いたが、諸事情により結局金子を候補に擁立。金子が見事市議に当選したことで、自らの地位を守ることに成功した。

## 書誌情報

### 単行本
- 原作：田島隆、作画：東風孝広『極悪がんぼ』講談社〈イブニングKC〉、全16巻
  1. 2001年12月21日発売[3]、ISBN 4-06-352001-3
  2. 2002年9月18日発売[4]、ISBN 4-06-352013-7
  3. 2002年12月18日発売[5]、ISBN 4-06-352017-X
  4. 2003年5月21日発売[6]、ISBN 4-06-352030-7
  5. 2003年12月22日発売[7]、ISBN 4-06-352051-X
  6. 2004年7月23日発売[8]、ISBN 4-06-352078-1
  7. 2004年12月21日発売[9]、ISBN 4-06-352096-X
  8. 2005年6月23日発売[10]、ISBN 4-06-352115-X
  9. 2005年12月22日発売[11]、ISBN 4-06-352130-3
  10. 2006年6月23日発売[12]、ISBN 4-06-352155-9
  11. 2006年12月22日発売[13]、ISBN 4-06-352174-5
  12. 2007年6月22日発売[14]、ISBN 978-4-06-352189-4
  13. 2007年12月21日発売[15]、ISBN 978-4-06-352208-2
  14. 2008年6月23日発売[16]、ISBN 978-4-06-352227-3
  15. 2009年5月22日発売[17]、ISBN 978-4-06-352269-3
  16. 2009年7月23日発売[18]、ISBN 978-4-06-352271-6

### 廉価版
- 原作：田島隆、作画：東風孝広『極悪がんぼ』講談社〈講談社プラチナコミックス〉、全7巻
  1. ビッグになりたい!編 2008年10月22日発売[19]、ISBN 978-4-06-374294-7
  2. どいつも馬鹿にしやがって!編 2008年11月19日発売[20]、ISBN 978-4-06-374309-8
  3. 人は無駄に死ぬ。編 2008年12月24日発売[21]、ISBN 978-4-06-374324-1
  4. 好きになってごめんな。編 2009年1月21日発売[22]、ISBN 978-4-06-374343-2
  5. 悪党志願編 2014年4月16日発売[23]、ISBN 978-4-06-377993-6 - 表紙がテレビドラマ仕様。
  6. 大いなる御用編 2014年4月30日発売[24]、ISBN 978-4-06-378011-6 - 表紙がテレビドラマ仕様。
  7. 悪は死なない編 2014年5月14日発売[25]、ISBN 978-4-06-378012-3 - 表紙がテレビドラマ仕様。

## テレビドラマ
2014年4月14日から6月23日まで毎週月曜日21時 - 21時54分に、フジテレビ系の「月9」枠で放送された。尾野真千子は本作が月9の初主演。
ドラマの公式 Twitter でファンと頻繁に交流を図っており「がんぼ絵」と称した企画で、ファンと俳優の交流が積極的に行われた。また日本のドラマ史上初めて、本格的にVineを活用したプロモーションを展開していた。
第6話は完全オリジナルエピソードであり、原作者の田島隆がドラマのために話を書きおろした。

### 原作との主な相違点
・原作では男性の神崎守が主人公だが、ドラマでは女性の神崎薫が主人公。
・原作の舞台は広島であるが、ドラマでは架空の都市である金暮市（かねくれし）が舞台。
・神崎が働く事務所の名称は、原作では「秦秘密探偵事務所」であるがドラマでは「小清水経営コンサルタント」である。事務所の所長も原作の「秦光浩」ではなく「小清水元」というドラマオリジナルのキャラクターである。
・冬月、金子、夏目に加え、小清水経営コンサルタントのメンバーとして新たに「抜道琢己」がドラマオリジナルキャラクターとして登場。

### キャスト
詳細な人物説明は原作項目を参照。本項では簡単な続柄を記載。

#### 小清水経営コンサルタント
神崎 薫（かんざき かおる）
演 - 尾野真千子（9歳：石井心愛）
冬月 啓（ふゆつき ひらく）
演 - 椎名桔平
金子 千秋（かねこ ちあき）
演 - 三浦友和
夏目 大作（なつめ だいさく）
演 - 竹内力
抜道 琢己（ぬけみち たくみ）
演 - 板尾創路
小清水 元（こしみず げん）
演 - 小林薫
所長。原作の「秦光浩」に相当する人物。

#### 小清水経営の顧客
巻上 輝男（まきあげ てるお）
演 - 宇梶剛士
巻上金融社長。
豊臣 嫌太郎（とよとみ いやたろう）
演 - 宮藤官九郎
弁護士。

#### スナックまやかし
真矢樫 キリコ（まやかし キリコ）
演 - 仲里依紗
ママ。公的書類などの偽造を得意とする情報屋。
茸本 和磨（たけもと かずま）
演 - 三浦翔平
アルバイト店員。薫の元彼氏。原作の「茸本長三」と「古市和磨」を統合したような人物。

#### その他
伊集院 保（いじゅういん たもつ）
演 - オダギリジョー
冬月の後輩刑事。
神崎 花子
声 - 白神直子
薫の母。20年前に知り合いの借金の連帯保証人になり、営んでいたお好み焼き屋を失う。

#### ゲスト
複数話・単話登場の場合は演者名の横の括弧（）内に表記。

##### 第1話
矢敷 聡美（やしき さとみ）
演 - 夏菜
パチンコによるギャンブル依存症で自己破産したが、その上にまた借金を重ねる。
亀津井 太郎（がめつい たろう）
演 - 勝村政信
弱気信販から800万円を借りる。父が経営していた会社名義の自宅は国が画策する都市開発の用地に指定されていた。
怒突 工事（どつき こうじ）
演 - 中野英雄
怒突建設社長。茸本からクレジットカード詐欺に遭い、それに気づいた怒突は迷惑料を支払うよう恐喝する。
湯船
演 - 花ケ前浩一
極楽島温泉ホテル社長。

##### 第2話
橋呉 勇美（はしくれ いさみ）
演 - 笹野高史
橋呉印刷社長。沌面に騙され会社が倒産寸前まで追い込まれる。
沌面 太郎（とんづら たろう）
演 - 田窪一世
沌面予備校経営者。借金返済や夜逃げ資金を捻出するために計画倒産を実行する。
東山（ひがしやま）
演 - 木下ほうか
パソコンメーカー課長。沌面の債権者。
日之出（ひので）
演 - 有薗芳記
コピー機リース会社課長。沌面の債権者。
瀬古（せこ）
演 - 鎌田雅弘
家具販売会社係長。沌面の債権者。
漏田（ろうでん）
演 - 掛田誠
家電のロウデン社長。沌面の債権者。
愛染 艶子（あいぞめ つやこ）
演 - 和希沙也（第5話）
冬月がオーナーを務めるラブホテル「LOVE FLAG」マネージャー。
甲斐 集太郎（かい しゅうたろう）
演 - 加山到
金暮地方裁判所執行官。
誘利 毒子（さそり どくこ）
演 - 梶芽衣子
さそり金融社長。沌面の借金を回収するために沌面に金子を紹介する。

##### 第3話
飛騨 林五郎（ひだ りんごろう）
演 - 要潤
底抜建設営業推進部課長。地揚が進める土地買収の用地に暮らす住民の中で唯一立退きを拒否し続けている。
地揚 四郎（じあげ しろう）
演 - ラサール石井（第9話）
地揚不動産社長。金暮市西区都市開発計画に関係する用地の土地買収を進めている。
飛騨 満利子（ひだ まりこ）
演 - 猫背椿（第4話）
林五郎の妻。夫からのDV被害者。
世州 腹久郎（せしゅう はらぐろう）
演 - 石井愃一
満利子の父。金暮県議会議員。
五露巻 一郎（ごろまき いちろう）
演 - 野添義弘
五露巻土木社長。飛騨に営業先を取られ、利益損失に繋がる痛手を負わされている。
吹鳥
演 - 朝倉伸二
底抜建設営業推進部部長。飛騨の上司。
猿渡（さるわたり）
演 - 末吉くん
県庁職員。世州の仲介で金暮山トンネル工事の入札資料を飛騨に漏らす。

##### 第4話
跳田 鉄男（とびた てつお）
演 - 石井正則
ハイエナ保証社長。夏目は子供時代からの親友。連帯保証人や債務者の借金取立て代行などを行う闇業者で大安ローンと提携を結ぶ。
桃尻 花瑠子（ももじり かるこ）
演 - 井上和香（第8話）
大安ローン事務員で高利の愛人。
高利 十一（こおり といち）
演 - マキタスポーツ
大安ローン社長。
藤原 鎌一（ふじわら かまいち）
演 - 酒井敏也
大安ローンからお金を借り、1年以上に渡って金融業者に捕まらず逃げている債務者。

##### 第5話
鬼切 虎子（おにきり とらこ）
演 - 室井滋（第4話）
鬼切経営コンサルタント社長で和装の女性。大阪で活動する事件屋だが新たに金暮市に支店を開設し、小清水経営コンサルタントに営業妨害を仕掛ける。
名真津 滑男
演 - ビートきよし
名真津屋社長。宇壷水産に渡した1千万円の約束手形の処理を鬼切に依頼する。
鬼切 政夫（おにきり まさお）
演 - 山下健二郎
鬼切の息子。マリンショップマサオーナー。
下鷹 今日子
演 - 松尾れい子（第7・9話）
金子が馴染みにしているクラブのママ。
難波 美代子（なんば みよこ）
演 - 山口香緒里
抜道の元妻。
堺（さかい）
演 - ノブ小池
抜道の市役所勤務時代の後輩。
薮中 英二
演 - 村松和輝（第4話）
蛇塚 五郎
演 - 内田讓（第4話）
上記2名は鬼切の部下。

##### 第6話
犬神 広明（いぬがみ ひろあき）
演 - 國村隼
金暮県警察警務部部長。金暮県の各警察署が道路使用許可申請書を受理するときに交通警備をペーパーカンパニーのガードナーに受注するよう仕向けて裏金を作る。
10年前当時金暮警察署署長をしていた冬月から収賄の告発を受けたが、その事実を隠蔽するために冬月を辞職へ落とし入れる。
諸子氏 武（もろこし たけし）
演 - 綾小路翔
年商3億を稼ぐホストクラブ「騎士団（ないと）」社長。茸本の暴走族時代の先輩。
投遣 健介（なげやり けんすけ）
演 - 今井雅之
投遣警備保障社長。巻上の代理で借金取立てにきた冬月に担保として60株の株券を渡す。
蟹股 歩（がにまた あゆむ）
演 - 浜田晃
犬神から献金をもらう国会議員。
岩猿 耕助（いわざる こうすけ）
演 - 山本浩司
蟹股の秘書。
武井壮
演 - 本人
投遣警備保障のイメージキャラクター。
赤蛇（あかへび）
演 - 井上浩
投遣警備保障の代表権を手中に収めるため、便宜を図ってもらうよう小清水に依頼する。

##### 第7話 - 第8話
本真 雄作（ほんま ゆうさく）
演 - 平田満（第7話）
本真商事社長。取引する鼠商事が倒産した煽りで3000万の負債を抱え、幼馴染の金子に助けを求める。
破綻銀行から6億の融資を受け、自社ビルの担保割れを理由に銀行から5000万の返済を求められ、返済する資金に困った本真は闇金の巻上金融に手を出してしまう。
本真 志保（ほんま しほ）
演 - 朝加真由美
本真の妻。本真とは高校時代に知り合い結婚する。
小林 春男
演 - 志賀廣太郎
本真商事専務。
吉良 隼人（きら はやと）
演 - 袴田吉彦
破綻銀行本店法人営業部課長。本真商事の担当者。
轟 琢郎（とどろき たくろう）
演 - 佐戸井けん太（第10話）
金暮県議会議員。金子が絡む本真商事債権回収の助力を破綻から依頼され、その案件を小清水に相談する。
鼠 小太郎（ねずみ こたろう）
演 - 半海一晃（第7話）
鼠商事社長。所有する不動産を甥の名前に書き換え、財産を確保した上で計画倒産する。
植原 希
演 - あべまみ
吉良の部下。
破綻 恒吉（はたん つねよし）
演 - 佐野史郎
破綻銀行本店常務。本真商事の債権回収に関し情けない報告をする吉良に対して、銀行のノルマよりプライドが大事だと叱咤する。
吉野 千明
演 - 小泉今日子（スペシャルゲスト）（第7話）
JMTテレビ編成制作局ドラマ制作部副部長兼プロデューサー。
狸 太郎（たぬき たろう）
演 - 春海四方（第8話）
破綻の親族が経営する野呂間食品に勤務する経理部部長。

##### 第9話
天枝 史郎（あまえだ しろう）
演 - 片岡鶴太郎
太郎の父。幾つかの重要文化財を保有し、300年の歴史を誇る脱光寺住職。寺の金を持ち逃げした息子が助けを求めてきたが、過去の過ちを簡単に許すことが出来ずに激怒する。
天枝 太郎（あまえだ たろう）
演 - 六角慎司
スナック経営に失敗した借金が600万円に膨れ上がり、巻上金融から追い込みをかけられるが返済する手段がなく困っていた。
茶柱 辰造（ちゃばしら たつぞう）
演 - 矢柴俊博
脱光寺檀家総代。御子柴電機商品企画部社員。太郎の小学校時代の同級生。
恵瀬（えせ）
演 - 加藤歩
葬儀場などで働く坊主。抜道と結託する。
天枝 麻未（あまえだ まみ）
演 - 宮内こずえ
太郎の妻。
五味（ごみ）
演 - 田上ひろし
古物商店主。
天枝 一郎（あまえだ いちろう）
演 - 須田琉雅
天枝 綾（あまえだ あや）
演 - 須田理央
上記2名は太郎の子供たち。
抜道 剛（ぬけみち たけし）
演 - 古城戸雄多
実母が新しい男性と浮気し家を飛び出してから、義父・抜道と2人で暮らしてきた。

##### 第10話 - 最終話
銭山 貞夫（ぜにやま さだお）
演 - 武田鉄矢
民民党議員。表向きは金暮アウトレットモール計画が頓挫するよう働きかける。
金市 厚夫（かねいち あつお）
演 - 阿南健治（第10話）
金市商事社長。金市商事の新オーナーの策略で、金暮アウトレットモールを運営するアリー&ギブソンから毎年利権が入る契約を交わしていた。
白崎 憲二（しらさき けんじ）
演 - 篠井英介
警視庁公安部。小清水が国家に害をなす者と繋がっている情報を掴み、内偵調査を進める。
柘植口 辰也（つげぐち たつや）
演 - 高橋光臣
銭山の議員秘書。
伊香佐間 太郎（いかさま たろう）
演 - 金山一彦（第10話）
伊香佐間経営コンサルタント社長。倒産を免れ、宙に浮いている中古会社を販売している業者。
毒田（どくだ）
演 - 岡森諦
毒田クリニック院長。
ジェームズ・ウィンストン
演 - ジョン・オーウェンズ（第10話）
アリー&ギブソン日本支社長。
禿高 義男（はげたか よしお）
演 - 武田義晴（最終話）
禿高コーポレーション社長。小清水からの依頼を受け、神崎が獲得した金市商事の利権を引き取る。
久利生 公平（くりう こうへい）
演 - 木村拓哉（最終話）
東京地方検察庁城西支部検事。薫とは『HERO』の舞台である城西支部にあるエレベーター内で偶然居合わせ、久利生が「がんぼじゃのぉ」とつぶやいた。

### スタッフ
- 原作 - 原作：田島隆 / 作画：東風孝広『極悪がんぼ』（「イブニングKC」所載 / 講談社）
- 脚本 - いずみ吉紘、池上純哉、伊志規哲也
- 音楽 - 得田真裕、眞鍋昭大、末廣健一郎
- 演出 - 河毛俊作、林徹、石井祐介
- 主題歌 - 氣志團「喧嘩上等」（影別苦須 虎津苦須）
- 演出補 - 山本一男、青木達也
- タイトルバック - 三谷晋平
- 音楽プロデュース - 千葉篤史
- 特殊メイク - 江川悦子
- スタントコーディネーター - 森﨑えいじ
- フードコーディネーター - 住川啓子
- イラスト - 東風漫画プロダクション
- オープニングダンス振付 - 八反田リコ
- オープニングダンス - 守組、星屑輝矢、二階堂腱ヂ、野呂拓哉
- 監修 - 田島隆
- 法律監修 - 山脇康嗣
- 方言指導 - 西川和宏、ほりすみこ
- プロデュース - 後藤博幸、草ヶ谷大輔
- 協力プロデュース - 古都真也
- プロデュース補 - 阿部良太、足立鮎美
- 制作著作 - フジテレビドラマ制作部

### エピソードリスト
| 話数 | サブタイトル                                        | 放送日  | 脚本       | 演出     | 視聴率 | ゲスト                                    |
| --- | --------------------------------------------------- | ------- | ---------- | -------- | ------ | ----------------------------------------- |
| 第1話 | 人生どん底女が挑む、喧嘩上等、極悪ワールド!         | 4月14日 | いずみ吉紘 | 河毛俊作 | 13.6%  | 夏菜、勝村政信、中野英雄                  |
| フリーターの神崎薫はある日、ファミレスで怒突工事に「迷惑料の200万円を払え!」と脅される。そこへ、「小清水経営コンサルタント」と名乗る金子千秋・夏目大作・巻上輝男という3人の男が入ってきた。巻上は矢敷聡美という1人の女性を連れてきた。聡美は巻上に200万円の借金があるらしい。金子は400万円を薫・聡美に渡し、薫はそのうちの200万円を怒突に渡す。そして、金子は島で働くコンパニオンを紹介し、「これなら3か月で借金である200万円を返済できる」と言う。 |                                                     |         |            |          |        |                                           |
| 第2話 | 涙の復讐 取られたら取り返す                         | 4月21日 | いずみ吉紘 | 林徹     | 11.3%  | 笹野高史、田窪一世、梶芽衣子              |
| 薫は予備校のテレビ、パソコン、コピー機を倉庫に搬入していた。金子は借金をしている予備校代表の沌面に「このテレビ、パソコン、コピー機を売って借金を返済しろ」と言うのだ。一方予備校では、沌面に金を貸している者たちが憤りを感じていた。 |                                                     |         |            |          |        |                                           |
| 第3話 | 仕返しだ 暴力男に怒りの制裁                         | 4月28日 | 池上純哉   | 林徹     | 09.1%  | 要潤、ラサール石井、猫背椿                |
| 薫の借金は当初の200万円の9倍となる1800万円になっていることに悩んでいた。そこに不動産会社の地揚という男がやって来る。地揚は土地開発のため古い集合住宅の住民に立ち退きを求めるものの、そこの飛騨という夫婦が立ち退きに同意しないのだという。そこで薫たちは行動をおこす。 |                                                     |         |            |          |        |                                           |
| 第4話 | やり返せ 親友の許せぬ裏切り                         | 5月05日 | 池上純哉   | 河毛俊作 | 09.8%  | 石井正則、井上和香、マキタスポーツ        |
| |                                                     |         |            |          |        |                                           |
| 第5話 | 大阪から最強ライバル現る!                           | 5月12日 | いずみ吉紘 | 林徹     | 10.1%  | 室井滋、ビートきよし、山下健二郎          |
| |                                                     |         |            |          |        |                                           |
| 第6話 | 喧嘩上等 警察とガチンコ勝負                         | 5月19日 | いずみ吉紘 | 石井祐介 | 09.6%  | 國村隼、綾小路翔、今井雅之                |
| 相変わらず金策に頭を痛める薫の前に、冬月が「投遣警備保障」という会社の株券60株を置いた。それは2000万円の借金の担保として社長の投遣が冬月に渡したもので、総株数の30％に相当した。冬月は薫にこれで投遣警備保障を乗っ取れと言う。合法的に乗っ取るには、51％以上の株券が必要なので残りは自分が集めるから、まずは投遣に乗り込んで株主総会の開催を要求しろ、と命じた。 金子や夏目には無理だとバカにされたが、薫は投遣を訪ねると、株券を提示し株主総会を開いてくれ、と頼んだ。ところが、投遣はそれを受け入れるどころか薫の胸ぐらを掴んで恫喝する。そんなところへ、冬月から電話が入り、この件から今すぐに撤退しろ、と命じられる。何が起きたのかわからないまま投遣警備保障を後にした薫は、冬月と伊集院が話しているところに遭遇する。伊集院は、投遣のバックには金暮県警の犬神がついていると明かしていた。 別の日、「まやかし」に顔を出した薫に、茸本が会社は乗っ取れたか、と声をかける。会社のバックに警察がいて中止になったと話す薫にキリコは、公務員の副職は違法だからそこを突けばいい、と教える。そこへ、金髪リーゼントにサングラス姿というド派手な男・諸子氏武が現れた。 |                                                     |         |            |          |        |                                           |
| 第7話 | 敵は銀行 友情と涙の救出劇!                          | 5月26日 | 伊志規哲也 | 河毛俊作 | 08.6%  | 平田満、朝加真由美、 佐野史郎、小泉今日子 |
| |                                                     |         |            |          |        |                                           |
| 第8話 | 今夜決着 悪徳銀行に仇討ち!                          | 6月02日 | 伊志規哲也 | 石井祐介 | 09.7%  | 朝加真由美、志賀廣太郎、佐野史郎          |
| |                                                     |         |            |          |        |                                           |
| 第9話 | 泣くな! こんな世の中で生きるには、泣いても始まらん! | 6月09日 | 池上純哉   | 石井祐介 | 08.5%  | 片岡鶴太郎、ラサール石井、六角慎司        |
| |                                                     |         |            |          |        |                                           |
| 第10話 | 最終決戦 次期総理を叩き潰す                         | 6月16日 | いずみ吉紘 | 河毛俊作 | 07.8%  | 武田鉄矢、阿南健治、篠井英介              |
| |                                                     |         |            |          |        |                                           |
| 最終話 | 波乱の最終回! 最期の結束                            | 6月23日 | 池上純哉   | 河毛俊作 | 10.3%  | 武田鉄矢、篠井英介、高橋光臣              |
| 平均視聴率 9.9%（視聴率はビデオリサーチ調べ、関東地区・世帯） |                                                     |         |            |          |        |                                           |

- 初回視聴率は13.6%と中々のスタートを切ったが、第3話でいきなり1桁の視聴率を記録した。その後も8% - 9%台で推移し、第8話で当時の月9最低視聴率となる7.8%を記録。最終話は10.3%と2桁に復帰したものの、全11話の平均視聴率9.9%は当時の月9最低記録かつ初の1桁となり、平均視聴率ワースト記録更新は『婚カツ!』の10.6%以来5年ぶりの更新となった[37]。

### 作品説明に関して
この作品のエンディングでは毎回、フィクションであることの表示に加え「なお、報酬を得る目的で無資格者が他人の紛争に介入することは違法です。」との注意事項が表示されたほか、本編終了後には抜道（板尾）が、「『極悪がんぼ』はドラマです。法律に触れることがたくさん出てきましたが、本当にやったら捕まります。もちろん、被害にも合わないようにお気を付けください。」とナレーションしている。
| フジテレビ系列 月曜21時枠の連続ドラマ          | フジテレビ系列 月曜21時枠の連続ドラマ  | フジテレビ系列 月曜21時枠の連続ドラマ     |
| 前番組                                         | 番組名                                 | 次番組                                    |
| ---------------------------------------------- | -------------------------------------- | ----------------------------------------- |
| 失恋ショコラティエ （2014年1月13日 - 3月24日） | 極悪がんぼ （2014年4月14日 - 6月23日） | HERO（第2期） （2014年7月14日 - 9月22日） |